# Isole Izu
Le Isole Izu (伊豆諸島?, Izu-shotō) sono un arcipelago che si estende a sudovest della Penisola di Izu dall'isola giapponese di Honshū, in direzione sud nell'Oceano Pacifico. Si trovano all'incirca da 100 a 350 km da Tōkyō, alla cui prefettura appartengono da un punto di vista amministrativo. Le isole sono di origine vulcanica e giacciono sulla stessa dorsale marina sulla quale, 290 km più avanti, si trovano le Isole Ogasawara.
Le Isole Izu fanno parte del Parco nazionale di Fuji-Hakone-Izu e sono una zona di villeggiatura dell'area metropolitana di Tōkyō celebre per le sue bellezze naturali e gli sport acquatici. Con il bel tempo molti escursionisti si recano sulle isole per i bagni, le immersioni, la pesca e il surf.

## Isole
L'arcipelago è formato dalle seguenti isole:
| Immagine | Nome                                   | Kanji          | Area km² | Pop. 2007 | Punto più alto m | Nome della vetta         | Coordinate             |
| -------- | -------------------------------------- | -------------- | -------- | --------- | ---------------- | ------------------------ | ---------------------- |
|          | Izu Ōshima                             | 伊豆大島       | 91,06    | 8.472     | 764              | Mihara                   | 34°44′N 139°24′E       |
|          | Isola di Toshima                       | 利島           | 4,12     | 304       | 508              | Miyatsuka                | 34°31′N 139°17′E       |
|          | Udoneshima                             | 鵜渡根島       | 0,4      | - 1)      | 210              |                          | 34°28′21″N 139°17′38″E |
|          | Nii-jima (con Hanshima e Jinai-tō)     | 新島           | 23,53    | 2.420     | 432              | Miyatsuka                | 34°22′N 139°16′E       |
|          | Shikinejima                            | 式根島         | 3,9      | 600       | 109              | Kambiki                  | 34°19.5′N 139°13′E     |
|          | Kōzushima                              | 神津島         | 18,87    | 1.914     | 574              | Tenjō-zan                | 34°13′N 139°09′E       |
|          | Miyakejima                             | 三宅島         | 55,48    | 2.382     | 815              | Oyama                    | 34°05′N 139°32′E       |
|          | Ōnoharajima                            | 大野原島       | 0,02     | -         | 114              | Koyasu                   | 34°02′53″N 139°23′02″E |
|          | Mikurajima                             | 御蔵島         | 20,58    | 313       | 851              | Oyama                    | 33°52.5′N 139°36′E     |
|          | Inambajima                             | 藺灘波島       | 0,005    | -         | 74               |                          | 33°38′53″N 139°18′08″E |
|          | Hachijō-jima                           | 八丈島         | 69,54    | 8.363     | 854              | Nishiyama (Hachijō-Fuji) | 33°07′N 139°47′E       |
|          | Hachijōkojima                          | 八丈小島       | 3,08     | - 2)      | 616,8            | Taihei-zan               | 33°07′31″N 139°41′18″E |
|          | Aogashima                              | 青ヶ島         | 5,98     | 192       | 423              | Maruyama (Ō-Toppu)       | 32°27′29″N 139°46′04″E |
|          | Bayonnaise Rocks (Bayonnaise-retsugan) | ベヨネース列岩 | 0.01     | -         | 9,9              |                          | 31°53′14″N 139°55′03″E |
|          | Sumisu-tō                              | 須美寿島       | 0,02     | -         | 136              |                          | 31°26′13″N 140°02′49″E |
|          | Torishima                              | 鳥島           | 4,79     | - 3)      | 394              | Iō-zan                   | 30°28′48″N 140°18′22″E |
|          | Sōfu-iwa                               | 孀婦岩         | 0,005    | -         | 99               |                          | 29°47′39″N 140°20′31″E |
|          | Izu-shoto                              | 伊豆諸島       | 301.39   | 24.960    | 854              | Nishiyama (Hachijō-Fuji) | 34°44′00″N 139°24′00″E |

1) Udone-shima era disabitata durante l'era Meiji.

2) Disabitata dal 1969 (all'epoca popolazione 31, con un picco di 513).

3) Torishima, la più grande delle isole disabitate, aveva una popolazione di 150 fino al 1902, quando furono tutti uccisi da un'eruzione vulcanica. Da allora, l'isola è rimasta disabitata.

## Popolazione
Izu-Ōshima, per brevità anche Ōshima, è l'isola più settentrionale e più grande, e presenta la popolazione più elevata dopo Hachijōjima. Essendo l'isola situata più vicino a Tokyo è visitata da molti turisti, attratti anche dal suo vulcano centrale, ancora attivo (Mihara, 758 m).
Nel periodo Edo le isole Miyake e Hachijō (forse anche altre) furono luogo di esilio per criminali.
I circa 3.000 abitanti di Miyakejima furono evacuati nel 2000 a causa di un'eruzione annunciata dell'Oyama e vi fecero ritorno prevalentemente nell'estate 2005.

## Suddivisione amministrativa dell'arcipelago
- Sottoprefettura di Ōshima
  -  Ōshima: Izu-Ōshima
  -  Toshima: Toshima
  -  Niijima: Niijima (con le isole satelliti di Hanshima e Jinai-tō), Shikinejima, Udoneshima
  -  Kōzushima: Kōzu-shima
- Sottoprefettura di Miyake
  -  Miyake: Miyakejima e Ōnoharajima
  -  Mikurajima: Mikurajima e Inambajima
- Sottoprefettura di Hachijō
  -  Hachijō: Hachijō-jima und Hachijō-kojima
  -  Aogashima: Aogashima
  - Zona non incorporata: Bayonnaise Rocks, Sumisu-tō, Torishima e Sōfugan